# Glomeridesmus barricolens
Glomeridesmus barricolens är en mångfotingart som beskrevs av Chamberlin 1940. Glomeridesmus barricolens ingår i släktet Glomeridesmus och familjen Glomeridesmidae. Inga underarter finns listade i Catalogue of Life.